# 共に民主党
共に民主党（ともにみんしゅとう、韓国語: 더불어민주당）は、韓国の政党。
国民の力と並ぶ二大政党であり、2025年6月4日より李在明政権で与党の座にある。

## 党名
現党名は2015年12月から使用されているもので、それ以前は新政治民主連合（しんせいじみんしゅれんごう、韓国語: 새정치민주연합, 英語: The New Politics Alliance for Democracy）を党名としていた。改称当初の略称はト民主（韓国語: 더민주） であったが、2016年10月に院外政党の民主党 と統合した事に伴い民主党（민주당）も略称として用いることになった。また、英語名も当初は「The Minjoo Party of Korea」だったが後に「Democratic Party of Korea」へと改められた。

## 概説
前身の新政治民主連合は韓国における権威主義政権時代の野党勢力の流れを汲む政党だった民主党と、2012年大統領選挙序盤戦において旋風を巻き起こした新政治連合が統合したことにより2014年3月26日に結成された。シンボルカラーは海青色。  年代別の支持率では中高年層で高く、地域別では革新政党の強力な地盤である全羅道を強固な支持基盤としている。
新政治連合時代は党創立宣言において「省察的進歩と合理的保守を合わせた正しい福祉国家を追求する」とした他、「民主的市場経済を志向」や「選別と普遍の戦略的組み合わせによるわが国の実情にあった福祉社会」を作ることを明らかにする一方で「しっかりした安保政策に基づいて、非核化と平和体制を推進し自由民主主義的な基本秩序に基づいた平和統一を準備する」ことを強調するなど政治的立場は民主党時代よりも保守色が強まったとの指摘がされていた。しかし、2016年総選挙の当選者に対して行われた調査では6割強が自身の政治的立場を中道進歩（中道革新）と回答し、3割近くは中道と回答するなど、相対的に中道進歩色が強くなっている。
共に民主党は伝統的にコリアのナショナリズムに基づいた外交政策を支持しており、日本と中国を非難し、米韓同盟とロシアとの友好を支持してきた。また、イスラエルとの友好関係を目指し、アジア初のイスラエルとのFTA締結に主導的な役割を果たした。
主に保守派から、北朝鮮への融和的な態度が批判されている。韓国でナショナリズムはリベラルイデオロギーに、反共主義は保守イデオロギーと見なされる。韓国のリベラル勢力は北朝鮮がアメリカより日中を恐れていると主張し、したがって在韓米軍は北朝鮮にとっても利益だという観点を支持する。韓国のリベラル派と左派の親北・ナショナリズム感情は、過去に日本と中国が韓国を侵略したことへの対する怒りに基づいている。
共に民主党はリベラルと見なされる一方で、社会的には保守的であるとされる。移民と性少数者の権利を法的に保障する包括的差別禁止法に反対するほか 、幹部が「神様の創造摂理に反する同性愛に反対する」と発言したこともある。 また、尹錫悦政権が移民を増やすために推進する移民庁の設立に対しても否定的である。 2021年タリバン攻勢の際に難民が発生した時も国民の力は難民受け入れを主張した反面、共に民主党は難民受け入れに消極的であった。 堕胎問題においても、共に民主党は堕胎に反対の立場を取る。

## 歴史

新政治民主連合時代のロゴ

### 統合新党結成まで
2014年3月2日、金ハンギル（民主党代表）と安哲秀（新政治連合中央運営委員長）は共同で記者会見を行い、両党が統合して新党を結成することを表明。翌日、「新党推進団」と「政策企画チーム」が発足、新党の結成に向けた両党間の協議が行われた。5日には金ハンギルと安哲秀を統合新党の共同代表とすること、両党から同数の役員で指導部を構成することで合意した。
新党の党名については、民主党と新政治連合の双方が公募を行い、民主党は「新政治民主連合」や「新政治民主党」を、新政治連合は「新政治国民連合」をそれぞれ提示。最終的に「新政治民主連合」（略称：新政治連合）で確定したが、党名に「民主」が含まれることに難色を示す新政治連合関係者に対し、民主党古参幹部が直接説得に乗り出すなど、紆余曲折もあった。また政綱政策を作成する過程でも、新政治連合が「不要な理念論争を避けるため」として金大中・盧武鉉政権時代における南北首脳会談の成果である6・15南北共同宣言と10.4南北首脳宣言、韓国民主化運動の象徴である5.18光州民主化運動などの記述を削除すべきと主張したことに対し、民主党側が強く反発するなど、両者間の葛藤が生じた。
3月16日に行われた統合新党創党発起人大会で、金ハンギルと安哲秀を創党準備委員会の共同委員長に選出。18日の京畿道支部結成大会 を皮切りに、党結成に必要な支部作り を進め、26日に結党大会を開催、金ハンギルと安哲秀を共同代表に選出した。

### 2014年統一地方選挙と補欠選挙の敗北
合併の際、「基礎選挙におけるる政党公認廃止」が公約されていた。しかし、セヌリ党が有利になる事態を懸念した旧民主党系から反発が起こり、これを実現するために安哲秀共同代表が（大統領選挙時に政党公認廃止を約束していた）朴槿恵などとの会談を模索したものの失敗した。結局は党員投票と世論調査を行い、政党公認を行うこととなった。
2014年6月4日に投開票された統一地方選挙（6•４地方選挙）では、広域団体長選挙でソウル特別市など17ヶ所中9ヶ所で勝利、党内抗争で落選が危ぶまれていた光州広域市においても公認候補が圧勝した。しかし基礎団体長選挙では、226ヶ所中80ヶ所の勝利に留まり、117箇所で勝利したセヌリ党に敗北した。地盤である全羅道では党内抗争から無所属出馬が相次ぎ、全羅北道14ヶ所中7ヶ所、全羅南道でも22ヶ所中8ヶ所で無所属候補が当選し、金大中元大統領の地盤である木浦市では初めて無所属に市長の座を明け渡す結果となった。また広域比例代表でセヌリ党をリードできた地域は光州市・大田市・世宗市・全羅北道・全羅南道のみで、朴元淳が圧勝したソウルでもセヌリ党と同率に留まり、総選挙や大統領選挙の勝敗を左右するとされる江原道・忠清北道・忠清南道では、セヌリ党に1〜2割強の差をつけられるなど、党に対する支持が充分には広がっていないことを示す結果となった。
7月30日に行われた国会議員補欠選挙では、党内抗争と候補者の身辺スキャンダルなどで支持率が低下、党の強固な地盤の全羅南道でも第六共和国成立以来初めて保守系の候補に敗れ、結果的に4議席の獲得に留まる惨敗となった。
31日、金ハンギル・安哲秀共同代表を始めとする党指導部が補選敗北の責任を取って辞任を表明、朴映宣院内代表を代表職務代行とする体制へと移行した。8月4日に行われた議員総会で院内代表・代表職務代行である朴映宣を非常対策委員長に選出した。翌5日には「国民共感革新委員会」（仮称）と命名した非常対策委員会を発足させ、補選で惨敗した党の立て直しに取り組むことになった。
しかし、非常対策委員会発足直後の支持率は21％となり合併以前の民主党の水準にまで低下、伝統的な支持基盤の湖南地域でも30％台に留まるなど党への強い失望感を反映する結果となった。また朴映宣に対し、セウォル号特別法制定をめぐるセヌリ党との交渉過程で遺族や党の意思が充分に反映されなかったこと、後任の非常対策委員長に2012年大統領選挙で朴槿恵の選挙対策委員を務めた大学教授を起用する意向を示したことに党内の一部が反発、委員長辞任を求める声が挙がった。逆に反発した朴映宣が委員長辞任と離党を示唆する事態になった が、重鎮議員などの要求を受け入れる形で離党の意向については撤回し、委員長職は辞任する意向を示した。離党問題で深刻な内紛状態に陥る中、後任の非常対策委員長に派閥色が薄く「管理型リーダー」との評価が強い文喜相を選出。22日には、党内主要派閥の領袖を含めた6名による非常対策委員会が発足した。

### 文在寅指導部、補欠選挙惨敗と党内対立
2015年2月8日、党大会が行われ、盧武鉉元大統領側近の文在寅が、朴智元と李仁栄を抑えて新代表に選出。併せて5人の最高委員も選出された。
新指導部発足直後の4月の国会議員補欠選挙では、朴槿恵大統領側近の金銭スキャンダルにもかかわらず、革新系の地盤であるソウル冠岳区乙区を保守系に奪われたほか、光州市（西区乙）では離党して無所属で立候補した千正培（盧武鉉政権で法務部長官を務めた）が当選するなど、4選挙区すべてで敗北した。文は敗北について謝罪したうえで「今回の選挙は私たちの足りなさに対する叱責にすぎず、朴槿恵政府とセヌリ党に免罪符を与えたわけではない」との立場を示した。
しかし選挙後の5月4日に行われた最高会議の場では、非主流派（非盧派）から批判が噴出、これに主流派（親盧派）も反論して内紛状態に陥った。

### 「共に民主党」への党名改称と朴政権弾劾

共に民主党の旧ロゴ（2015年 - 2024年）

補選での全敗後、党内では対立が激化し、9月初めには文在寅代表が自身の信任を党員投票で問う意向を表明したが、党内の反発が強く同月21日に撤回に追い込まれ、直後の22日には党の重鎮である朴柱宣が離党を表明した。非主流派に位置する安哲秀は、文の辞任と党大会での新代表選出を求めたが、拒否されたことを受けて12月13日に離党を表明 するなど、党分裂に向けた動きが加速化した。こうした最中の12月28日、新政治民主連合は党名を「共に民主党」へ改称することを決定。文在寅代表は2016年1月13日に党代表を辞任した。
2016年4月の総選挙では首都圏で圧勝し、セヌリ党を僅差で抑えて第一党に浮上したが、強固な地盤であった全羅道では安哲秀が結成した国民の党に圧勝を許した他、比例得票数では第3党に留まった。選挙後の8月27日に行なわれた全党大会で親文派が支援する秋美愛が代表に選出された。なお保守系の地盤である大邱、慶尚北道出身の議員が民主党系政党の代表になるのは初めての事である。
崔順実ゲート事件をきっかけに党への支持率は上昇し、2017年3月の世論調査で政党支持率は46%を記録、過去最高の支持率を更新した。

### 2017年大統領選挙
憲法裁判所が朴槿恵大統領を罷免した事に伴い大統領選挙は5月9日に繰り上げ実施される事になった。民主党の予備選には5年前の2倍近くとなる有権者が選挙人として登録、前代表の文在寅の他、忠清南道知事の安熙正、城南市長の李在明など4人が立候補した。各種世論調査の候補支持率でトップを維持していた文在寅は3月27日に行われた全羅道地域の投票で一位となったのを皮切りに、忠清道（3月29日）と慶尚道（3月31日）の予備選でも一位を維持し続け、4月3日の首都圏、江原道、済州道の予備選で1位となって累積得票で57%を獲得して党の正式な大統領候補となった。
5月9日、開票の結果、文在寅の圧勝が伝えられ、20時に発表された地元の地上波3局（KBS、SBS、MBC）共同の出口調査では、文が4割余りのポイントを獲得し2位以下を大きくリードする情勢が伝えられる。文は同日深夜に勝利宣言を行った。一方の洪準杓、安哲秀の両候補はそれぞれ敗戦を認める声明を発表。これにより、共に民主党が政権与党となることが確定、盧武鉉政権以来、約9年ぶりの政権交代が実現した。
5月10日、文在寅は国会内で就任式を行い、第19代大統領としての任期を開始した。

### 2018年統一地方選挙での圧勝
与党として初めて挑んだ2018年6月13日の統一地方選挙で、広域団体長選挙で17ヶ所中14ヶ所で勝利するなどして圧勝した。仁川市長選、京畿道知事選で自由韓国党所属の現職を大差で破るなど、首都圏、全羅道、忠清道、江原道の広域団体長選で全勝したのみならず、1990年の三党合同による民主自由党の結成以降、民主自由党とその後継政党である歴代の保守政党（民主自由党→新韓国党→ハンナラ党→セヌリ党→自由韓国党）の強固な地盤で、1995年の地方自治制度導入以降、一度も民主党系政党の公認候補が勝利したことがなかった慶尚道地域でも、釜山市長選、蔚山市長選、慶尚南道知事選 で自由韓国党候補を大差で破って圧勝した。釜山市と蔚山市では現職を破り、自由韓国党代表の洪準杓が2017年4月まで知事を務めていた慶尚南道でも元職を破った。
また、同日に投票が行われた国会議員補欠選挙でも、12選挙区のうち候補者を擁立した11選挙区で全勝した。
2018年8月25日、党代表選挙で李海瓚が宋永吉、金振杓らを破って代表に就任。

### 選挙法改革と共に市民党との合併
文在寅政権と共に民主党は、民主化の進展を目指すにあたって公職選挙法の改革を検察制度改革と並ぶ「ファスト・トラック」（優先審査法案）に位置付けており、対する右派の自由韓国党は革新勢力による「左派独裁の陰謀」として反対姿勢を取っていた。共に民主党は少数与党だったことから正義党、民主平和党、正しい未来党の3党からも支持を取り付けて可決を目指し、一方の自由韓国党は国会議事堂を一部占拠して抵抗した。だが、「民主主義の擁護」を主張しながら直接行動に訴える手法への支持は広がらなかった。その後、検察改革を主導する曹国法務部長官を巡って政争（曺国事態）が起きると、自由韓国党は再び選挙法改革についても反対運動を活発化させ、採決を阻止する為に右派団体と国会議事堂前を占拠するなどの行動を行った。だが、2019年12月27日に公選法改正案が賛成多数で可決、新制度は第21代総選挙から導入される見込みとなった。
選挙法改正によって、比例代表には「準連動型比例代表制」と称される新制度が導入された。新制度では、比例代表47議席のうち30議席が「連動型比例代表制」（連動率50％）によって配分され、残る17議席が従来通り政党得票率のみに基づいて配分される（詳細）。議席配分の計算式上、「準連動型比例代表制」の導入は少数政党に有利と見方が多く、多党制による議会政治が定着すると期待された。だが一方で、主要政党が衛星政党を用意する事で小政党の議席を影響下に置き、結果的に大政党中心の議会になるとの懸念も法改正の時点で持たれていた。
新制度に対する懸念は、自由韓国党が比例選挙に向けて衛星政党を分党する構想を発表して現実化した。2020年2月5日、「比例自由韓国党」は党名を「未来韓国党」に改めた上で分党され、自由韓国党が幾つかの小政党と合流して「未来統合党」を結党すると未来統合党の衛星政党となった。革新系の政治団体やメディアからは形振り構わない右派政党への批判が行われ、共に民主党は泥仕合に応じない事が期待されていた。しかし共に民主党内でも政治的理想より現実的な選挙に対する懸念が徐々に広がり、比例代表に特化した政党の樹立が模索された。一時は分党ではなく民生党や緑色党など小政党との連立も模索されたが、3月17日に文在寅大統領を支持するプラットフォーム政党「市民のために」を母体に協力政党の設立を開始した。
3月18日、「市民のために」が新たに党名を「共に市民党」に変更、比例候補に擁立された34名中20名が「共に民主党」から参加した。「共に市民党」の結党によって正義党や緑色党といった左派・革新系の小政党は存在感を失い、支持率が急落した。これまで検察改革や選挙法改革を支持してきた革新系メディアからは改革を自ら無力化したと批判の声が起きた。しかし国民の間では依然として文政権と共に民主党が高支持率を維持し、対抗戦術を取った事で選挙戦を有利に進めた。

### 第21代総選挙
2020年4月16日、2019新型コロナウイルスに対する厳重な管理体制が敷かれる中で第21代総選挙が実施され、共に民主党が単独過半数となる300議席中163議席を獲得、地滑り的な圧勝となった。本選挙の結果、共に民主党は大統領選挙、国政選挙、地方選挙の全てにおいて勝利を収め、文在寅政権も与党が単独過半数を得た事で憲法改正を除く議案で強行採決が可能となり、任期後半の権力基盤を確たるものとした。また協力政党の「共に市民党」も17名が当選した事から、与党勢力が議会の6割を占めることとなった。本会議への法案上程に在籍議員の五分の三以上の賛成を義務付ける国会先進化法の障壁がなくなったことで、これまで滞ってきた法案審議がスムーズ化する見通しが報じられている。
選挙後の分析では、文政権や与党がコロナウィルスの国内流行問題で初動の躓きから防疫体制を立て直した事が好意的に評価され、安定した支持率の維持に成功したと見られた。また、与党が大勝した要因として、反動に傾く野党第一党の未来統合党が中道右派や無党派の支持を失った事も挙げられた。右派系の朝鮮日報は選挙結果について「文在寅政権もよくやったとは言えないが、未来統合党はダメだ」との声があったとし、中央日報も未来統合党について「党名は変えても心がけと行動は一つも変わっていなかった」と批判的に評価した。一方、左派系のハンギョレは社説で共に民主党に対し、「国民の支持に慢心せず、少数与党として改革が十分に進まなかった事への『厳しい叱咤』として受け止めるべき」とくぎを刺した。こうした批判から李海瓚代表は「国民が与えた議席にはそれだけの責任が伴う。この事実を決して忘れず、常に謙虚な姿勢で国民の意見に耳を傾け、所期の成果を収めなければならない」、「開かれたウリ党の過ちを深く反省しなければならない」と述べた。
5月13日、共に民主党は共に市民党を吸収合併する手続きを完了した。これにより、基本所得党と時代転換に復党した2人と不動産登記疑惑で除名された1人を除く共に市民党の国会議員14名が合流し、共に民主党は国会で177議席を有する政党となった。
総選挙後の8月29日、党代表選が行われ、元国務総理で次期大統領選挙の有力候補の1人である李洛淵が得票率66・77％の圧倒的な支持を得て代表に就任した。李洛淵は2021年3月9日に記者会見し、2022年3月9日投開票予定の次期大統領選をにらみ、出馬への準備を本格化させるため、党代表の辞任を発表した。。

### 補欠選挙と2022年大統領選挙の敗北
第21代総選挙からおよそ1年後の2021年4月7日、欠員となった地方自治体の首長または地方議会の議員を選出する補欠選挙が実施された。今回の選挙では21の首長または地方議員が選出されたが、共に民主党は全羅道で4つの地方議席を得るに留まり、ソウル市長補選・釜山市長補選で敗北する惨敗を喫した。総選挙の圧勝から1年もたたずに惨敗した結果について、革新系のハンギョレは「文在寅政権による不動産政策の失敗と混乱で不満が累積した上、公職者の不適切な行動が重なり、与党に背を向けた民意が最後まで回復されなかった」と分析した。また、中央日報は敗因について、政策運営において「傲慢であり、局面を誤認し、我を張った」活動があった上、選挙活動でネガティブ・キャンペーンに没頭したことで有権者から反発を受けた為と分析した
。
選挙の大敗を受け、党執行部は4月8日に総退陣し、5月1日に党代表として宋永吉を選出した。また、補選は来年の大統領選挙の前哨戦と目されていた為、選挙直後は党内非主流派の李在明に有利な状況になると予想された。
同年6月30日、共に民主党は2022年大韓民国大統領選挙の公認候補を決める予備選の候補登録を締め切り、国務総理経験者の李洛淵と丁世均、李在明ら3名の現職道知事、現職国会議員3名、党代表経験者の秋美愛が名乗りを挙げた。予備選候補者は党員と一般国民に対する世論調査で7月11日までに9人から6人へと絞り込まれたが、新型コロナウイルスの感染拡大を理由として予備選の実施日が同年9月5日から10月10日へと延期された。その後、予備選は予定通りに実施され、10月10日に李在明が党公認候補に選出された。だが、この結果に対し李在明を支持しない党員の間からは少なくない不満が噴出しており、予備選直後には李洛淵の支持者達が無効票の不当な扱いを理由に選挙結果の異議申立手続きを行った他、2022年1月18日には党員4369人が李在明の大統領選候補の候補資格取り消しを求めて訴訟を裁判所に提起した。
2022年大統領選挙は、党内の候補者を選出する段階からネガティブ・キャンペーンや候補者のスキャンダルに対する対応が度々問題視される選挙となった。2021年7月には党内予備選を実施していた共に民主党の各候補が複数の韓国マスコミから苦言を呈された他、各党の公認候補が確定した11月以降も論点が「政策」ではなく家族を巡るスキャンダルの攻防レベルに留まった事から、選挙50日前の2022年1月18日時点ですら支持率1位が定まらない混戦模様が続いた。このような状況から翌年に迫った大統領選挙を見据え、共に民主党は2021年12月26日に従来から協力関係にあった開かれた民主党と合流することで合意したと発表し、両党は2022年1月半ばに共に民主党の名前で合流新党を結成することとなった旨を文書で公表した。そして2022年1月18日に両党は合併した。
2022年の大統領選挙は2022年2月13日・14日にかけて候補者登録手続きが行われ、共に民主党を始めとする主要政党が手続きを行った。だが、手続き直後から野党候補の統一化が国民の党と国民の力の間で模索され初め、両党は3月3日に尹錫悦を野党統一候補とすることに成功した。その結果、3月9日に投開票された大統領選挙の得票率は李在明が47.83％、尹錫悦が48.56％となり、李は0.73％の僅差で落選した。僅差ながら共に民主党候補が敗北した結果について、左派系のハンギョレは「文在寅政権による不動産政策の失敗がソウル特別市の投票行動に影響したこと、4・7再補欠選挙の反省が不十分だったこと、都市開発事業を巡る李在明の不正疑惑が払拭しきれなかったこと」の3点にあると分析した。
選挙敗北を受け、共に民主党は政権交代を見据えた対応を始めた。尹錫悦の当選後に女性の入党が相次いだことからジェンダー平等政策を重視し始め、3月13日にはn番部屋事件の追及で有名になった社会活動家の朴志玹を共同緊急対策委員長に就任させた。また、公職者による犯罪等複数の犯罪に対する捜査権を韓国検察からはく奪する事を目的とした検察庁法と刑事訴訟法の改正・公布を政権交代直前である5月3日までに完了させた。

### 5年ぶりの野党転落と2022年統一地方選挙惨敗
2022年5月10日、尹錫悦の大統領就任に伴い5年ぶりに野党となった。
その直後、6月1日の統一地方選挙では惨敗を喫した。 広域自治体首長選挙では5自治体の獲得に留まり、広域議会選挙でもほとんどの地域で国民の力に敗北した。更に基礎自治体首長選挙でも、2010年代以降共に民主党の地盤となっていた首都圏で国民の力に大敗した。 この結果を受け、同年3月の大統領選挙敗北後に構成された共に民主党非常対策委員会は、選挙敗北に対する責任を負って6月2日に総辞職した。
非常対策委員会の総辞職後、党代表選が行われ、8月28日の党大会で6月の国会議員補欠選挙で当選した李在明が代表選における得票の77％余を得て新たな党代表に選出された。

### 第22代総選挙での圧勝と尹大統領弾劾訴追
2024年4月10日、国会議員の任期が満了したことによる第22代総選挙が行われ、共に民主党は比例用連合政党である「共に民主連合」と合わせて定数300議席中175議席を確保、前回選挙より5議席減らしたものの前回選挙に引き続いて国会の過半数を制して圧勝する結果となった。これにより単独での法案可決が可能となっただけでなく、他の野党と協力すれば通常の手続きを経ずに法案を採決することも可能となった。
2024年12月4日、共に民主党は前日3日夜に尹大統領が突如として非常戒厳令を宣布（詳細）した事が「反乱行為に当たる」として尹大統領弾劾訴追案を提出した。その中には、日本中心の奇妙な外交政策を主張し、日本に傾倒した人物を政府の要職に任命、などと書かれている。
尹錫悦大統領の弾劾に伴い行われる2025年韓国大統領選挙では、元党代表の李在明を候補に決定した。6月3日に行われた選挙の結果、李在明が対立候補の金文洙を破って当選を果たし、民主党は3年ぶりに与党に復帰した。
8月2日、大統領選出馬のため辞任した李在明の後任の党代表に鄭清来を選出した。

## 政策
包括政党であり、社会自由主義を主軸に中道から進歩主義まで様々な政治的傾向を併せ持つ政党である。
文在寅系と盧武鉉系、中道改革主義である金大中系が党内の主流派を構成しているが、李洛淵や丁世均などの経済的自由主義、自由保守主義を志向する系派も存在する。一方、金鎭杓のようなキリスト教民主主義者や洪宜洛のような穏健保守も少数ながら存在する。
結党大会前に公表された政策要綱では、上海臨時政府の法統、4月革命、釜馬民主抗争、光州民主化運動、6月民主抗争など民主化運動の価値を継承することが盛り込まれた。また、6･15南北共同宣言と10.4南北首脳宣言などの、朴正煕元大統領から盧武鉉前大統領に至る南北間の基本合意書を継承することとしている。
共に民主党に党名改称した後の2016年8月12日、経済民主化や国家安保を前面に押し出した新たな綱領が採択 されたが、綱領前文から「労働者」の文言が外された事に反発する声が挙がり、最終的に「労働者」の文言が復活するなど、紆余曲折があった。

### 政綱前文
- 正義
  - 集中された政治・経済権力の分散
  - 各部分の権力談合構造の解消
  - 社会的差別と不平等解消
  - 資本と労働が共存する人間中心の経済
  - 国家の民主的調整を通じての正義に沿った社会の建設
- 統合
  - 共に生きる国民生活を保障
  - 正義の福祉国家の実現を通じた社会統合の基盤作り
- 繁栄
  - 革新経済で韓国経済の競争力を強化
  - ネットワーク経済と社会的経済に対する積極的な支援
- 平和
  - 丈夫な安保に基づく韓半島平和体制を定着
  - 過程としての統一を追求し、統一に向けた南北間の共同体の基盤を漸進的に強化
  - 経済分野公正な市場経済秩序を確立して経済民主化を実現

### 個別政策
1.経済
- 公正な市場経済
- 革新的成長経済
- 共にする経済
- 農水産業の成長基盤造成と農漁村発展
- 経済の安定的運営及び危機管理

2.外交･安保
- 国民の安全を責任を負う堅固な安保
- 軍の士気高揚や報勲強化
- 国際社会に貢献する協力外交・公共外交
- 米韓同盟の発展と周辺国との協力を深化させる均衡外交
- 均衡のとれた通商政策
- 在外同胞の権益伸長と支援拡大

3.統一
- 韓半島非核化と平和体制の構築
- 統一外交の強化
- 交流協力を通じた統一の基盤づくり
- 北朝鮮人権と人道的問題の解決
- 韓国経済の新成長動力として北方経済の推進

4.福祉
- 均等な機会と尊厳ある老後保障
- 社会安全網構築
- 国民健康の国家責任強化
- 社会的基本権としての住居権の保護

5.働き口・労働
- 青年・女性・高齢者などのための良い雇用創出
- 社会統合的働き口創出
- 安定的労働環境構築
- 働き口の差別解消
- 社会的対話機構の再編と労働基本権拡張

6.政治
- 権力の分散と相互牽制
- 権力機構の改革と国民信頼の回復
- 公職人事の公正性と透明性保障
- 不正腐敗剔抉と清廉社会具現
- 政治体制改革
- 代議民主主義と直接民主主義の結合

7.分権と均衡発展
- 相生・協力の分権政治の実現
- 地域経済活性化と地方財政
- 地域住民のための教育・文化の質を高める

8.教育
- 公正かつ均等な教育機会の保障
- 疎外階層のための教育支援拡大
- 機会均等選抜制と学歴社会の撤廃
- 公教育革新し、創意と希望の教育実現
- 大学教育の内実化と均衡的育成
- 質の高い学びの機会を提供する生涯学習社会実現

9.性平等・社会的弱者少数者
- 性的平等が実現される大韓民国
- 児童･青少年、老人の一生涯世話実現
- 障碍者と移住民と共にする社会

10.文化･芸術･体育
- 表現の自由と普遍的アプローチが保障される文化・芸術・体育
- 自律的な文化・芸術と文化産業育成

11.科学技術
- 科学技術者の自尊心鼓舞と研究環境の改善
- 効果的な研究開発支援体系の構築
- 科学技術政策の担当省庁設立
- 革新経済の構築と未来社会対備

12.環境･エネルギー
- 持続可能なエネルギー体制と資源革新型経済構造
- 事前予防原則に符合する環境政策
- 気候変化に対する能動的対応で未来安全確保
- 南北及び国際環境協力強化

13.言論･メディア
- 言論の自由とメディアの公共性保障
- 利用者の権益増進及び福祉を実現
- 公正と相生のメディア生態系構築

出典：“강령/정강 정책（綱領/政綱政策）”. 共に民主党. 2016年8月. 2017年5月20日閲覧.

## 党指導部

### 歴代代表
| 代              | 名前              | 肖像 | 任期          | 任期          |
| 代              | 名前              | 肖像 | 就任          | 辞任          |
| --------------- | ----------------- | ---- | ------------- | ------------- |
| 1               | 金ハンギル (共同) |      | 2014年3月26日 | 2014年7月31日 |
| 1               | 安哲秀 (共同)     |      | 2014年3月26日 | 2014年7月31日 |
| 非常対策 委員長 | 朴映宣            |      | 2014年4月4日  | 2014年9月18日 |
| 非常対策 委員長 | 文喜相            |      | 2014年9月18日 | 2015年2月9日  |
| 2               | 文在寅            |      | 2015年2月9日  | 2016年1月27日 |
| 非常対策 委員長 | 金鍾仁            |      | 2016年1月27日 | 2016年8月27日 |
| 3               | 秋美愛            |      | 2016年8月27日 | 2018年8月25日 |
| 4               | 李海瓚            |      | 2018年8月25日 | 2020年8月29日 |
| 5               | 李洛淵            |      | 2018年8月25日 | 2021年3月9日  |
| 代行            | 金太年            |      | 2021年3月9日  | 2021年4月8日  |
| 非常対策 委員長 | 都鍾煥            |      | 2021年4月8日  | 2021年4月16日 |
| 非常対策 委員長 | 尹昊重            |      | 2021年4月8日  | 2021年5月2日  |
| 6               | 宋永吉            |      | 2021年4月8日  | 2022年5月10日 |
| 非常対策 委員長 | 尹昊重 (共同)     |      | 2022年5月13日 | 2022年6月2日  |
| 非常対策 委員長 | 朴志玹 (共同)     |      | 2022年5月13日 | 2022年6月2日  |
| 代行            | 朴洪根            |      | 2022年6月2日  | 2022年6月10日 |
| 非常対策 委員長 | 禹相虎            |      | 2022年6月10日 | 2022年8月28日 |
| 7               | 李在明            |      | 2022年8月28日 | 2024年6月24日 |
| 代行            | 朴賛大            |      | 2024年6月24日 | 2024年8月19日 |
| (7)             | 李在明            |      | 2024年8月19日 | 2025年4月9日  |
| 代行            | 朴賛大            |      | 2025年4月9日  | 2025年6月13日 |
| 代行            | 金炳基            |      | 2025年6月13日 | 2025年8月2日  |
| 8               | 鄭清来            |      | 2025年8月2日  | 現職          |

## 党内派閥
統合前における民主党では、親盧派（親盧武鉉）と孫鶴圭系、丁世均系、金槿泰元常任顧問に近い民平連グループ、共同代表である金ハンギルを中心とした新主流派が「共存」する構図であった。新政治民主連合の結成により安哲秀グループが合流したことで、当初、党内には8つの派閥が存在していた。結党当初の各派閥の領袖のうち、金ハンギル、安哲秀、孫鶴圭、鄭東泳はその後離党し、国民の党に入党。
- 親盧武鉉系
- 親金ハンギル系
- 親安哲秀系
- 486世代・民平連（金槿泰）系
- 親孫鶴圭系
- 親丁世均系
- 親鄭東泳系

共に民主党に党名変更された後、2016年4月の総選挙で当選した123名のうち、親文系（親文在寅系）を中心とした汎親盧系（親文系・民平連と86グループ・丁世均系・朴元淳市長と安熙正知事に近いグループ）の当選者は70名以上に達した。また8月に行われた党大会では親文派からの全面支援を受けた秋美愛が5割以上の得票で代表に選出。同時に選出された最高委員（地域別最高委員5名＋女性＋青年＋高齢者）も殆どは親文勢力に位置づけられている。秋代表は「私が党の代表として存在する限り、どんな派閥も存在できない」と発言している。その一方で2016年総選挙で非常対策委員会委員長を務めた保守系の重鎮政治家である金鍾仁が文在寅との不仲を理由に離党、側近議員も同調して離党するなどの動きもあった。
2022年の大統領選挙における候補者だった李在明が党代表に就任後、党内には李代表の側近からなるグループ、代表と対立するグループ、文在寅に近いグループという3大派閥が存在していたが、2024年の国会議員選挙では代表に近いグループ（親明系）である「共に民主全国革新会議」（革新会議）から31人が当選して党内最多のグループとなった。これにより強硬な親明系が党内を完全に支配したという評価がされた。また2025年大統領選挙の候補者を決める予備選では李在明が9割弱の支持を得て大統領候補となったが、民主党系政党の大統領候補予備選では最多得票となった。

## 年譜
- 2014年
  - 3月2日：民主党代表の金ハンギルと新政治連合中央運営委員長である安哲秀が6月に予定されている第6回全国同時地方選挙を前にした統合新党結成で合意[183]
  - 3月5日：新党では金ハンギルと安哲秀が共同代表を務めること、執行部は両党から同数の役員で構成することで合意[184]。
  - 3月7日：民主党と新政治連合、新党の結成方式で最終合意。新政治連合と民主党の一部が共同発起人となって新党を結成した後に民主党が合流する形式を採る[185]。
  - 3月16日：結党発起人大会。金ハンギルと安哲秀を新党結成準備委員長に選出、党名を「新政治民主連合」（略称：新政治連合）とすることで確定[186]。
  - 3月26日：結党大会。金ハンギルと安哲秀を共同代表に選出。
  - 3月27日：民主党を吸収合党
  - 4月10日：6・4地方選挙における基礎選挙無公認方針を撤回。
  - 5月8日：新院内代表に3選議員である朴映宣を選出[187]。
  - 6月4日：第6回全国同時地方選挙。広域団体長では9名当選、基礎団体長は80名が当選。
  - 7月30日：国会議員再補欠選挙。選挙が行われた15選挙区中4選挙区の勝利に留まる[188]。
  - 7月31日：党共同代表である金ハンギルと安哲秀以下、党指導部全員が再補選敗北の責任を取って辞任[189]。
  - 8月4日：議員総会で朴映宣院内代表を非常対策委員長に選出。
  - 8月5日：「国民共感革新委員会」（非常対策委員会）発足
  - 9月11日：朴映宣院内代表、非常対策委員長にセヌリ党の非常対策委員を務めたイ・サンドン中央大学教授を内定。党内からは強い反発と批判が噴出[190]。
  - 9月17日：離党の可能性について言及していた朴映宣院内代表、離党意思を撤回、委員長については辞任する意向を表明[67]。
  - 9月18日：非常対策委員長に国会議員の文喜相（ムン・ヒサン）を選出[68]。
  - 9月21日：文喜相非常対策委員長ほか、文在寅など党内主要派閥の領袖で構成される非常対策委員会が構成（22日正式発足）[191][192]。
  - 10月2日：朴映宣院内代表が辞任（後任の院内代表が決まるまでは金瑛録<キム・ヨンロク>院内主席副代表が職務を代行）[193][194]。
  - 10月9日：新たな院内代表に親盧派と旧主流派が推した禹潤根を選出（任期は朴映宣前院内代表の残余任期となる2015年5月初めまで）[195]。
- 2015年
  - 1月11日：鄭東泳常任顧問（2007年大統領選挙における大統合民主新党の大統領候補）が離党[196]
  - 2月8日：全国代議員大会にて文在寅（2012年大統領選挙における民主統合党の大統領候補）を新代表に選出。同時に最高委員5名も選出。
  - 3月8日：千正培元法務部長官が離党[197]
  - 4月29日：国会議員再補選。再補選が行われた4選挙区全てで全敗。
  - 5月7日：院内代表選（国会議員による投票）で、非主流派の李鐘杰（イ・ジョンゴル）を選出[198]。
  - 5月13日：文在寅代表、「暴言」波紋を招いた鄭清来最高委員の最高委員会への出席停止方針を表明（事実上の職務停止措置）[199]。
  - 5月26日：倫理審判委員会、「暴言」波紋を招いた鄭清来最高委員に対し「党職資格停止1年」の処分を決定。これを受け、最高委員と地域委員長を辞任[200]。
  - 6月23日：文在寅代表、新たな事務総長に汎主流派のチェ・ジェソンを任命[201]。
  - 12月14日：安哲秀元共同代表が離党[202]。
  - 12月28日：党名を「共に民主党」に変更[203]。
- 2016年
  - 1月3日：金ハンギル前共同代表が離党[204]
  - 1月20日：文在寅代表が辞意表明[205]。
  - 1月27日：金鍾仁（選挙対策委員長）を非常対策委員長とした臨時指導部が発足[206]。
  - 4月13日：第20代総選挙。首都圏で圧勝、123議席（比例13議席）を獲得してセヌリ党を1上回って第一党に浮上。しかし地盤としてきた全羅道では国民の党に惨敗、政党投票では国民の党を下回る第三位に留まる[207][208][209]。
  - 8月27日：全党大会で親文派の支援を受けた秋美愛を代表に選出。
  - 10月19日：院外政党の民主党と統合。
  - 10月20日：孫鶴圭常任顧問が離党[210]。
  - 10月21日：孫鶴圭系の議員1名が離党[211]。
- 2017年
  - 3月8日：前年総選挙に於いて非常対策委員会委員長を務めた金鍾仁が離党[178]
  - 3月29日：金鍾仁の側近議員1名が離党[179]。
  - 4月3日：予備選で前代表の文在寅を党の大統領候補に選出。
  - 4月5日：金鍾仁系の議員1名が離党、国民の党入党を表明[212]
  - 5月4日：昨年4月の総選挙で民主党を離党していた無所属議員1名が復党、議席数は120に[213]。
  - 5月9日：大統領選挙。文在寅候補が2位以下に大差をつけて当選、（前身となる政党を含めて）9年ぶりに与党への復帰を果たす。
  - 5月16日：党所属議員の投票で行われた院内代表選挙で、汎主流派の禹元植を新院内代表に選出[214]。
- 2018年
  - 8月25日：党代表選挙で李海瓚を選出[96][97]。
- 2019年
  - 5月8日：院内代表に非主流派で86世代グループを代表する李仁栄を選出[215]
- 2020年
  - 4月15日：第21代総選挙、単独過半数を大きく上回る163議席を獲得。比例政党である共に市民党と合わせた議席では国会の6割を占めて圧勝。
  - 5月8日：権利党員のオンライン投票で共に市民党との合同方針を84.1%の賛成で可決[216]。
  - 5月13日：共に民主党と共に市民党が合同受任機関担当会議を開催、民主党が市民党を吸収合併[217]
  - 8月29日：党代表選挙で李洛淵を選出[218]。
- 2021年
  - 5月1日：新たな党代表に宋永吉を選出
- 2022年
  - 3月9日：大統領選。李在明候補が尹錫悦候補に0.73%の僅差で敗れる。
  - 6月1日：統一地方選。広域自治体長選で17市道中5か所での勝利に留まるなど敗北。
  - 8月28日：新たな党代表に元大統領候補の李在明を選出。
- 2024年
  - 4月10日：第22代総選挙、単独過半数を上回る161議席を獲得、比例用連合政党である共に民主連合と合わせて175議席となり、国会の過半数を引き続き維持。
  - 12月4日：共に民主党、他の野党5党と共に尹錫悦の弾劾訴追案を国会に提出。
- 2025年
  - 8月2日：新たな党代表に鄭清来を選出。

## 党勢推移

### 大統領選挙
| 代     | 年月日       | 候補者 | 得票数     | 得票率 | 当落        |
| ------ | ------------ | ------ | ---------- | ------ | ----------- |
| 第19代 | 2017年5月9日 | 文在寅 | 13,423,800 | 41.08% | 当選        |
| 第20代 | 2022年3月9日 | 李在明 | 16,147,738 | 47.83% | 落選（2位） |
| 第21代 | 2025年6月3日 | 李在明 | 17,287,513 | 49.42% | 当選        |

### 総選挙
定数はすべて300。
| 代     | 年月日        | 代表   | 結果 | 結果   | 結果     | 議席占有率 | 得票率 (地域区) | 得票率 (比例代表) | 備考                           |
| 代     | 年月日        | 代表   | 合計 | 地域区 | 比例代表 | 議席占有率 | 得票率 (地域区) | 得票率 (比例代表) | 備考                           |
| ------ | ------------- | ------ | ---- | ------ | -------- | ---------- | --------------- | ----------------- | ------------------------------ |
| 第20代 | 2016年4月13日 | 金鍾仁 | 123  | 110    | 13       | 41.00%     | 37.00%          | 25.55%            |                                |
| 第21代 | 2020年4月15日 | 李海瓚 | 180  | 163    | 17       | 60.00%     | 49.91%          | 33.36%            | 比例代表は共に市民党として。   |
| 第22代 | 2024年4月10日 | 李在明 | 175  | 161    | 14       | 58.33%     | 50.48%          | 26.70%            | 比例代表は共に民主連合として。 |

### 全国同時地方選挙
| 回    | 年月日        | 代表              | 結果  | 広域団体長 | 基礎団体長 | 広域議会 | 広域議会 | 広域議会 | 基礎議会 | 基礎議会 | 基礎議会 |
| 回    | 年月日        | 代表              | 結果  | 広域団体長 | 基礎団体長 | 合計     | 地域区   | 比例代表 | 合計     | 地域区   | 比例代表 |
| ----- | ------------- | ----------------- | ----- | ---------- | ---------- | -------- | -------- | -------- | -------- | -------- | -------- |
| 第6回 | 2014年6月4日  | 金ハンギル 安哲秀 | 1,595 | 9          | 80         | 349      | 309      | 40       | 1,157    | 989      | 168      |
| 第7回 | 2018年6月13日 | 秋美愛            | 2,455 | 14         | 151        | 652      | 605      | 47       | 1,638    | 1,400    | 238      |
| 第8回 | 2022年6月1日  | 尹昊重 朴志玹     | 1,774 | 5          | 63         | 322      | 280      | 42       | 1,384    | 1,218    | 166      |

出典：중앙선거관리위원회 선거통계시스템（中央選挙管理委員会 選挙統計システム）（2014年6月11日閲覧）。

## 出来事

### 北朝鮮無人偵察機を巡って
4月11日、新政治民主連合の国会議員である鄭清来は国会外交統一委員会の全体会議で北朝鮮から侵入した無人偵察機について「北朝鮮から飛来したものではない可能性が高い」と疑問を呈する発言を行った。これに対してセヌリ党は新政治民主連合に対して「従北宿主党」と批判、セヌリ党代表である黄祐呂も14日の最高会議で「天安の事件など安保関連事件が発生する度に野党は陰謀説を持ち出す」とした上で「新政治民主連合は所属議員の発言に対する立場を明らかにすべきだ」と批判した。15日、新政治民主連合共同代表である金ハンギルは「言動には慎重を規して欲しい」とする旨の公開警告状を鄭清来に送付、3軍司令官出身の議員であるペク・グンギも「我が党のある議員が「北朝鮮が送ったものではないのかもしれない」として論難が起きている」「残念だ」と指摘した。

### 2014年光州市長選挙の候補公認をめぐる党内葛藤
2014年5月2日、同年6月に予定されている全国同時地方選挙における光州広域市長の候補に、安哲秀（共同代表）の側近であるユン・ジャンヒョン（前・新政治連合共同委員長）を戦略公認することを決定した。支持率で他の予備候補に後れを取っていたユン・ジャンヒョンを巡っては、4月13日に光州市選出の新政治民主連合所属国会議員7名のうち5名が支持を表明、これに対して党内の予備候補である姜雲太（光州市長）と李庸燮（国会議員）からは、予備選を前に特定候補への支持表明したことに対する批判を表明するなど、葛藤が続いていた。またユン・ジャンヒョンを戦略公認した背景に、全国同時地方選挙の要である広域自治団体17市道の候補者が旧民主系で独占されることによって、統合の意義が損なわれることを憂慮した党指導部の配慮が指摘されていた。そのため、ユン・ジャンヒョンが戦略公認されたことに対し、寛雲太と李庸燮は強く批判すると共に離党して無所属で出馬することを表明、他党候補や地元の市民団体からも批判が相次いだ。また全羅道内の基礎団体長公認をめぐっても、旧・民主党と安哲秀系による「分け合い公認」が行われているとの批判が提起され、党内議員からは共同代表である金ハンギルと安哲秀に退陣を求める声が挙がるなど深刻な党内対立を生じることになった。

### 日本経済侵略対策特別委員会の設置・活動
2019年7月1日、日本がキャッチオール規制の運用見直し（ホワイト国適用除外）などを発表した際には、党内に「日本経済報復対策特別委員会」を立ち上げて対応。さらに同月7月17日には、委員会名を「日本経済侵略対策特別委員会」に委員会名を変更して日本に対する強硬姿勢を鮮明なものとした。同月7月18日には、韓国国会内で崔宰誠委員長が記者会見に応じ、日本の措置を輸出規制とした上で、「日本発の経済大戦が現実のものとなるなら、日本は再び国際貿易秩序を崩壊させた経済戦犯国として記録されるだろう」と警告している。
2019年9月26日、日本経済侵略対策特別委員会は、福島第一原子力発電所事故による放射能汚染地図を作製、公開した。朝鮮日報によれば汚染地図は、日本の市民団体みんなのデータサイトで公開している資料を基に制作したとされているが、現地に測定ポイントがない場所の数値が汚染地図で示されていたり、付近のデータと大きな乖離が見られるなど根拠に欠けるものとなっていた。状況を把握したみんなのデータサイト側は、共に民主党側に釈明を求めていくこととしている。